# (69259) Savostyanov
(69259) Savostyanov es un asteroide perteneciente al cinturón de asteroides, región del sistema solar que se encuentra entre las órbitas de Marte y Júpiter.
Fue descubierto el 18 de septiembre de 1982 por Nikolái Stepánovich Chernyj desde el Observatorio Astrofísico de Crimea.

## Designación y nombre
Designado provisionalmente como 1982 ST7, fue nombrado por Fedor Vasilevich Savostyanov (1924-2012) quien fue un famoso pintor ruso que pintó retratos, paisajes, cuadros de género y de batallas.

## Características orbitales
Savostyanov está situado a una distancia media del Sol de 2,569 ua, pudiendo alejarse hasta 3,316 ua y acercarse hasta 1,823 ua. Su excentricidad es 0,291 y la inclinación orbital 3,964 grados. Emplea 1504,18 días en completar una órbita alrededor del Sol.

## Características físicas
La magnitud absoluta de Savostyanov es 14,75. Tiene 3,011 km de diámetro y su albedo se estima en 0,596.